# Invicta (Coventry)
Invicta is een Brits historisch merk van motorfietsen.
De bedrijfsnaam was: A. Barnett & Co., Coventry. 
Invictta wordt soms als de voorganger van Francis-Barnett wordt beschouwd. Eigenaar Arthur Barnett had bij Singer gewerkt en begon in 1912 voor zichzelf. In 1913 kwam hij op de markt met de Invicta met 269cc-Villiers-inbouwmotor en 499cc-Abingdon-motor. De productie moest echter meteen worden stilgelegd door het uitbreken van de Eerste Wereldoorlog. Na de oorlog werd ze weer opgestart, onder meer met 348cc-JAP-eencilinders en 678cc-JAP-V-twins. In 1923 werd de productie beëindigd. 
Ook Barnett's dochter was erg geïnteresseerd in de bouw van motorfietsen. Door haar huwelijk met Gordon Ingolsby Francis, de zoon van Lea Francis-compagnon Graham Francis ontstond het merk Francis-Barnett. 
- Andere merken met de naam Invicta, zie Invicta (Bologna) - Invicta (Londen).